# Integripelta japonica
Integripelta japonica är en mossdjursart som beskrevs av Gordon, Mawatari och Kajihara 2002. Integripelta japonica ingår i släktet Integripelta och familjen Eurystomellidae. Inga underarter finns listade i Catalogue of Life.